# 戴神庇

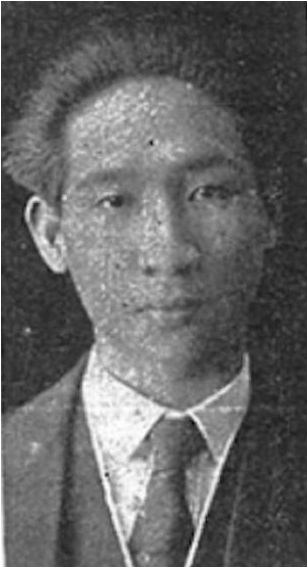
戴神庇肖像

戴神庇（1902年12月26日—1946年），臺灣醫師，澎湖廳大赤崁支廳瓦硐區（今澎湖縣白沙鄉瓦硐村）人，澎湖第1位醫學博士，臺灣第8位醫學博士。

## 生平
戴神庇1902年12月26日出生於瓦硐區:211，父戴錦潤為私塾教師，兄為戴棟:168。據說其出生之後掉進溺器（盛裝尿液之器具）中，因房裡光線不足，使用火柴點火連擦9次才亮，被救起時已幾乎沒了氣息，其母認為是神靈保護才使其得以生還，乃將之命名為「神庇」:168。戴神庇3歲時喪父，經其兄扶養長大:211，1912年4月入讀臺南市第二公學校（今臺南市北區立人國民小學），1918年3月畢業，4月進入臺灣公立臺中中學校（今臺中市立臺中第一高級中等學校）就讀，1921年轉學至奉天（今遼寧省）的南滿中學堂（今瀋陽市和平區和平大街第一小學），翌年畢業並入學南滿醫學堂（今中国医科大学），1926畢業（當時該校已改名為滿洲醫科大學），因成績優良獲得張作霖賞:168。後先在同校附設醫院擔任副手，不久辭職返回臺南，在臺南醫院當外科主任:168:211。1927至慶應義塾大學擔任醫學部助手，專攻細菌學，其妻罹患產褥熱時便以之進行實驗，其後提出證明產褥腔內白色葡萄狀球菌和新生兒白色葡萄狀球菌性膿疱疹的關係，1932年獲得慶應義塾大學醫學博士學位，為澎湖第1位醫學博士，臺灣第8位醫學博士:168。
回臺灣後在臺南大關帝廟附近開設神庇醫院。1935年曾替臺北某保險會社，和新樓醫院的英國人李醫生（李約翰）商量，將以10萬圓購買新樓醫院，因購買後的新樓醫院會脫離基督教的經營範圍，因此遭顏振聲、高再得等醫師反對，蔡培火前往商討後戴神庇便停止該交易之洽談:168。
戴神庇亦曾擔任過臺灣果實株式會社社長、臺南長老教女學校（今臺南市私立長榮女子高級中學）董事長:211，其45歲（虛歲）便過世，神庇醫院遂變更成民眾診療所，後改為陸軍第四總院:168。